# پروژه تبارشناسی ریاضیات
پروژه تبارشناسی ریاضیات یک پایگاه داده تحت وب برای تبارشناسی علمی ریاضی‌دانان است. این پایگاه تا سپتامبر سال ۲۰۱۰ دربردارندهٔ اطلاعات بیش از ۱۶۰٬۰۰۰ دانشمندی بوده‌است که در سطح پژوهش به ریاضیات کمک کرده‌اند. هر مدخل پروژهٔ تبارشناسی ریاضیات برای یک ریاضی‌دان معمولی دارای مدرک دکترا، دربردارندهٔ اطلاعاتی مانند نام دریافت‌کنندهٔ دکترا، نام نهاد دهندهٔ دکترا (مادر علمی)، سال اعطای مدرک و فارغ‌التحصیلی، عنوان پایان‌نامه، و نام استاد راهنمای پایان‌نامه می‌باشد. از سال ۲۰۰۶ یک فهرست ۵۰ نفره از اساتیدی که بیشترین دانشجوی مقطع دکترا را راهنمایی کرده‌اند، به وب‌گاه افزوده شد. در صفحهٔ تبارشناسی این افراد فهرست دانشجویان دکترای آن‌ها گنجانده شده‌است. از سال ۲۰۰۷ نیز پیوند به فهرست آثار منتشرشدهٔ افراد در وب‌گاه MathSciNet به مدخل تبارشناسی افزوده شد. همچنین برای کسانی که در وب‌گاه بایگانی تاریخچه ریاضیات مک‌تیوتر دارای شرح حال هستند، پیوند به زندگی‌نامه درج می‌شود.

## پیشینه
جرقهٔ راه‌اندازی این پروژه وقتی زده شد که هری کونس بنیان‌گذار پروژه در مورد نام راهنمای استاد راهنمای خودش به جستجو پرداخت و در این زمینه با خلاء اطلاعاتی روبه‌رو شد. کونس در هنگام راه‌اندازی این پروژه استاد دانشگاه ایالتی مینه‌سوتا در منکیتو بود و پروژه تبارشناسی را در پاییز سال ۱۹۹۷ برخط نمود. او در سال ۱۹۹۹ از منکیتو بازنشسته شد و دانشگاه در پاییز سال ۲۰۰۲ تصمیم گرفت که پشتیبانی خود را از پروژه متوقف کند. بنابراین پروژه به دانشگاه ایالتی داکوتای شمالی انتقال داده شد. از سال ۲۰۰۳ این پروژه تحت نظارت انجمن ریاضی آمریکا اداره می‌شود و در سال ۲۰۰۵ یک کمک مالی از مؤسسه ریاضیات کلی در لندن دریافت نموده است.

## اهداف
در بیانیهٔ مأموریت تبارشناسی ریاضیات آمده است:

هدف از این پروژه گردآوری کردن اطلاعاتی دربارهٔ همهٔ ریاضی‌دانان جهان است. ما صادقانه از کلیهٔ مدارسی که در پیشرفت سطح پژوهش‌های ریاضی مشارکت می‌کنند و تمام کسانی که ممکن است اطلاعاتی در این زمینه داشته باشند، درخواست کمک می‌کنیم. در این پروژه وقتی از واژهٔ «ریاضیات» یا «ریاضی‌دان» استفاده می‌کنیم، به مفهومی فراگیر اشاره داریم. بنابراین همهٔ داده‌های مرتبط از آمار، علوم کامپیوتری و پژوهش عملی مورد استقبال قرار می‌گیرد.

وب‌گاه پروژه تبارشناسی ریاضیات، بخش اهداف و برنامه‌ها